# 花咲町 (横浜市)
花咲町（はなさきちょう）は、神奈川県横浜市の町名。現行行政地名は花咲町1丁目から花咲町7丁目（字丁目）で、1〜3丁目は中区、4〜7丁目は西区に属する。住居表示は未実施。

## 地理
南北に細長い地域で、南が1丁目となっている。紅葉坂が区境となっており、南側が中区、北側が西区となる。

### 1〜3丁目

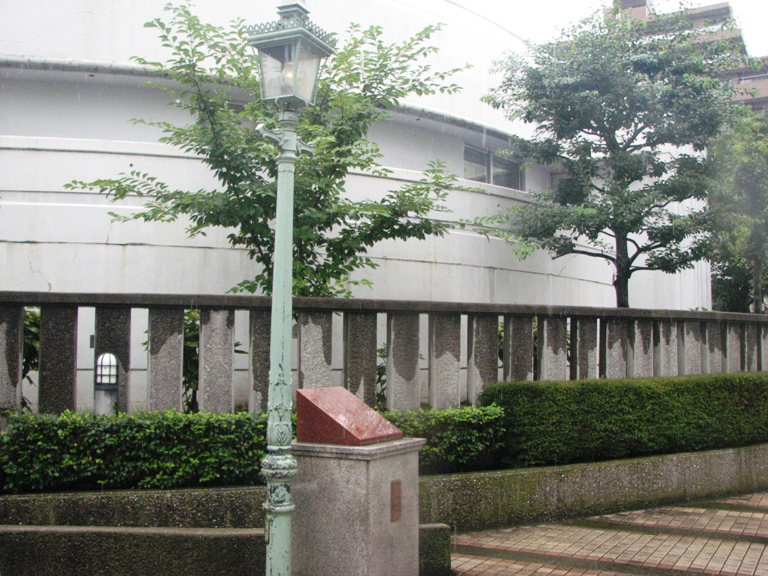
本町小学校の、ガス事業発祥の地の碑

JR根岸線・市営地下鉄桜木町駅に近い一角で、駅との間は桜川新道・国道16号の下を通る野毛ちかみちで結ばれている。野毛町に近く、飲食店などが集まる。1・2丁目の境には平戸桜木道路が通り、2丁目付近の路地には神奈川県立音楽堂方面に行く「音楽通り」、野毛山動物園方面に行く「動物園通り」などの名が付けられている。3丁目にある横浜市立本町小学校には、日本のガス事業発祥の地の記念碑がある。

### 4〜7丁目

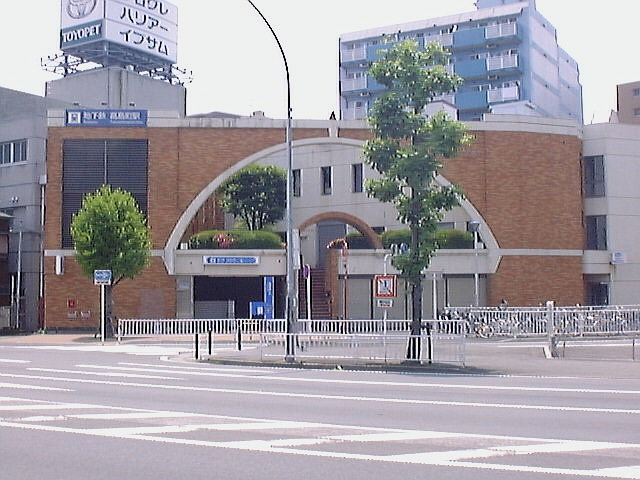
地下鉄高島町駅

紅葉坂から国道1号高島町交差点付近にかけての、桜川新道の内陸側に沿い、南北に細長い町域を持つ。4丁目の花咲団地は1958年に当時の日本住宅公団により建設され、2008年からは建替事業が進められている。5〜7丁目にはオフィスビルが多く見られ、7丁目には、横浜市営地下鉄高島町駅がある。

### 面積
面積は以下の通りである。
| 区   | 丁目           | 面積 (km²) |
| ---- | -------------- | ---------- |
| 中区 | 花咲町1〜3丁目 | 0.075      |
| 西区 | 花咲町4〜7丁目 | 0.071      |
| 計   | 計             | 0.146      |

## 歴史

### 沿革
1864年（元治元年）に、野毛山に近い海岸を埋め立て石炭倉庫が建てられた。1870年（明治3年）から5年にかけて石炭倉庫が取り壊され、1872年に花咲町が新設された。地名は隣接する桜木町や、かつて町内を流れていた桜川から採られた瑞祥地名である。桜川はのちに埋め立てられ、桜川新道（新横浜通り）となっている。1889年（明治22年）4月1日に横浜市に編入。1927年（昭和2年）に区制施行され、中区花咲町となる。1944年4月1日、分区により西区が新設され、北半分の4〜7丁目が西区に編入された。

### 治安・風紀の維持
2022年（令和4年）、神奈川県は花咲町1丁目を県暴力団排除条例に基づき暴力団排除特別強化地域に指定した。

## 世帯数と人口
2025年（令和7年）6月30日現在（横浜市発表）の世帯数と人口は以下の通りである。
| 区        | 丁目        | 世帯数    | 人口    |
| --------- | ----------- | --------- | ------- |
| 中区      | 花咲町1丁目 | 492世帯   | 591人   |
| 中区      | 花咲町2丁目 | 356世帯   | 555人   |
| 中区      | 花咲町3丁目 | 276世帯   | 450人   |
| 中区 計   | 中区 計     | 1,124世帯 | 1,596人 |
|           |             |           |         |
| 西区      | 花咲町4丁目 | 540世帯   | 960人   |
| 西区      | 花咲町5丁目 | 456世帯   | 622人   |
| 西区      | 花咲町6丁目 | 341世帯   | 735人   |
| 西区      | 花咲町7丁目 | 77世帯    | 136人   |
| 西区 計   | 西区 計     | 1,414世帯 | 2,453人 |
|           |             |           |         |
| 花咲町 計 | 花咲町 計   | 2,538世帯 | 4,049人 |

### 人口の変遷
国勢調査による人口の推移。なお、中区と西区の合算数となる。
| 年                 | 人口  |
| ------------------ | ----- |
| 1995年（平成7年）  | 1,544 |
| 2000年（平成12年） | 2,087 |
| 2005年（平成17年） | 2,514 |
| 2010年（平成22年） | 2,618 |
| 2015年（平成27年） | 3,092 |
| 2020年（令和2年）  | 4,222 |

### 世帯数の変遷
国勢調査による世帯数の推移。なお、中区と西区の合算数となる。
| 年                 | 世帯数 |
| ------------------ | ------ |
| 1995年（平成7年）  | 766    |
| 2000年（平成12年） | 1,076  |
| 2005年（平成17年） | 1,425  |
| 2010年（平成22年） | 1,580  |
| 2015年（平成27年） | 2,039  |
| 2020年（令和2年）  | 2,651  |

## 学区
市立小・中学校に通う場合、学区は以下の通りとなる（2024年11月時点）。
| 区   | 丁目        | 番地 | 小学校             | 中学校                 |
| ---- | ----------- | ---- | ------------------ | ---------------------- |
| 中区 | 花咲町1丁目 | 全域 | 横浜市立本町小学校 | 横浜市立横浜吉田中学校 |
| 中区 | 花咲町2丁目 | 全域 | 横浜市立本町小学校 | 横浜市立横浜吉田中学校 |
| 中区 | 花咲町3丁目 | 全域 | 横浜市立本町小学校 | 横浜市立横浜吉田中学校 |
| 西区 | 花咲町4丁目 | 全域 | 横浜市立本町小学校 | 横浜市立横浜吉田中学校 |
| 西区 | 花咲町5丁目 | 全域 | 横浜市立本町小学校 | 横浜市立横浜吉田中学校 |
| 西区 | 花咲町6丁目 | 全域 | 横浜市立本町小学校 | 横浜市立横浜吉田中学校 |
| 西区 | 花咲町7丁目 | 全域 | 横浜市立本町小学校 | 横浜市立横浜吉田中学校 |

## 事業所
2021年現在の経済センサス調査による事業所数と従業員数は以下の通りである。
| 区        | 丁目        | 事業所数  | 従業員数 |
| --------- | ----------- | --------- | -------- |
| 中区      | 花咲町1丁目 | 171事業所 | 2,308人  |
| 中区      | 花咲町2丁目 | 110事業所 | 761人    |
| 中区      | 花咲町3丁目 | 46事業所  | 400人    |
| 西区      | 花咲町4丁目 | 32事業所  | 211人    |
| 西区      | 花咲町5丁目 | 17事業所  | 220人    |
| 西区      | 花咲町6丁目 | 25事業所  | 634人    |
| 西区      | 花咲町7丁目 | 32事業所  | 641人    |
| 花咲町 計 | 花咲町 計   | 433事業所 | 5,175人  |

### 事業者数の変遷
経済センサスによる事業所数の推移。
| 年                 | 事業者数 |
| ------------------ | -------- |
| 2016年（平成28年） | 414      |
| 2021年（令和3年）  | 433      |

### 従業員数の変遷
経済センサスによる従業員数の推移。
| 年                 | 従業員数 |
| ------------------ | -------- |
| 2016年（平成28年） | 4,891    |
| 2021年（令和3年）  | 5,175    |

## 施設
- 横浜市立本町小学校

## その他

### 日本郵便
- 集配担当する郵便局と郵便番号は以下の通りである[20]。

| 区   | 町丁        | 郵便番号 | 郵便局       |
| ---- | ----------- | -------- | ------------ |
| 中区 | 花咲町1丁目 | 231-0063 | 横浜港郵便局 |
| 中区 | 花咲町2丁目 | 231-0063 | 横浜港郵便局 |
| 中区 | 花咲町3丁目 | 231-0063 | 横浜港郵便局 |
| 西区 | 花咲町4丁目 | 220-0022 | 神奈川郵便局 |
| 西区 | 花咲町5丁目 | 220-0022 | 神奈川郵便局 |
| 西区 | 花咲町6丁目 | 220-0022 | 神奈川郵便局 |
| 西区 | 花咲町7丁目 | 220-0022 | 神奈川郵便局 |

### 警察
町内の警察の管轄区域は以下の通りである。
| 丁目        | 番・番地等 | 警察署         | 交番・駐在所   |
| ----------- | ---------- | -------------- | -------------- |
| 花咲町1丁目 | 1～17番地  | 伊勢佐木警察署 | 都橋交番       |
| 花咲町1丁目 | その他     | 伊勢佐木警察署 | 桜木町駅前交番 |
| 花咲町2丁目 | 全域       | 伊勢佐木警察署 | 桜木町駅前交番 |
| 花咲町3丁目 | 全域       | 伊勢佐木警察署 | 桜木町駅前交番 |
| 花咲町4丁目 | 全域       | 戸部警察署     | 高島交番       |
| 花咲町5丁目 | 全域       | 戸部警察署     | 高島交番       |
| 花咲町6丁目 | 全域       | 戸部警察署     | 高島交番       |
| 花咲町7丁目 | 全域       | 戸部警察署     | 高島交番       |

## 参考資料
- 『県別マップル 神奈川県広域・詳細道路地図』2006年4刷 昭文社 ISBN 9784398626998
- ちず丸（昭文社）2011年1月1日閲覧
- “横浜市町区域要覧” (pdf).   横浜市市民局 (2016年6月). 2023年6月6日閲覧。